# La meglio gioventù
La meglio gioventù è un film del 2003, diretto da Marco Tullio Giordana. Racconta trentasette anni di storia italiana, dall'estate del 1966 fino alla primavera del 2003, attraverso le vicende di una famiglia della piccola borghesia romana.
Il titolo della pellicola è ispirato alla omonima raccolta di poesie pubblicata nel 1954 da Pier Paolo Pasolini. Secondo Metacritic nel 2005 è stato considerato il film più apprezzato dalla critica.

## Trama
La meglio gioventù è una saga familiare che si dipana dall'Italia del 1966 a quella del 2003. La pellicola narra la storia di una famiglia di Roma, i Carati, concentrandosi principalmente sulle figure dei due fratelli Matteo e Nicola. In essa vengono documentate pressoché tutte le fasi della loro vita, dal loro viaggio nel fiore della loro giovinezza, negli anni della contestazione e della controcultura, agli anni della maturità nel 2000. Fra i temi centrali del film vi sono l'interazione fra la sfera personale e quella politica, l'analisi storica dei periodi considerati ed il tema del bivio (si sottolinea come anche i piccoli eventi della vita possano diventare punti di svolta per scelte più importanti nel futuro, nelle sue certezze ed ucronie).

### Estate 1966
Il film narra la storia di due fratelli romani, Matteo e Nicola Carati, rispettivamente studenti in Lettere e Medicina. Essi vivono con i genitori Angelo ed Adriana, milanese trapiantata a Roma, hanno una sorella maggiore, Giovanna, e una minore, Francesca. Durante la prima parte del film vengono presentati anche gli amici più cari, Carlo e Berto, i rapporti più importanti. Parte fondamentale della storia sarà Giorgia, ragazza problematica di 16 anni, orfana di madre e originaria di un piccolo paese dell'appenino abruzzese, Pietracamela. La giovane vive in una clinica psichiatrica e, a causa di vicende gravi e ignote all'interno della sua famiglia, non parla quasi mai e ha paura di toccare gli altri; all'interno dell'istituto psichiatrico viene sottoposta a elettroshock. Matteo la conosce e riesce a starle vicino, lavorando come assistente nell'istituto in cui lei è rinchiusa. In questo periodo stringe amicizia con lei, parlandole e condividendo le sue passioni per la letteratura e per la fotografia. Fra i due si crea un legame ed una notte Matteo, impietosito, decide di portarla via da quella violenta istituzione.
L'occasione giusta per sottrarla a tale luogo è la vacanza estiva con meta Capo Nord, che il fratello Nicola ed i suoi amici hanno programmato per chiudere l'anno universitario. Il giorno della partenza Matteo si presenta con la ragazza al seguito. Per ovviare al "problema", i fratelli Matteo e Nicola decidono di separarsi momentaneamente dal gruppo e di deviare il proprio viaggio per portare la ragazza al sicuro, da suo padre: questa decisione è legata al fatto che per andare all'estero sarebbe stato necessario passare dal Brennero e, in assenza di un passaporto della giovane, i ragazzi sarebbero stati facilmente individuati come fuggiaschi. Raggiunto Pietracamela, vengono a sapere dal parroco che il padre della ragazza si è trasferito da qualche anno a Ravenna. Arrivati a Ravenna il giorno dopo, i due fratelli riescono a trovare il padre di Giorgia e lo informano degli scorretti trattamenti a cui è sottoposta la figlia in istituto. L'uomo però non si mostra interessato ai problemi che affliggono la ragazza e, anziché riprenderla a vivere con sé, preferisce che venga riportata in clinica, ribadendo più volte di non poterla accudire e di averla messa lì spendendo molti soldi per farla guarire, come se quasi non credesse a ciò che gli hanno detto i due fratelli. Alterato da questo atteggiamento Matteo reagisce violentemente contro di lui, ma infine i tre si allontanano.
Stando insieme, il rapporto fra i giovani si cementa ed anche Nicola inizia ad interessarsi a Giorgia, con la dolcezza e l'umanità che solo un aspirante medico ha verso un malato. I tre giovani si spostano di stazione in stazione, fin quando un giorno, per una distratta fatalità del destino, Giorgia viene catturata dalla polizia e portata via. I due fratelli soffrono fortemente di non poter aiutare Giorgia in nessun modo e questo li turba cosi tanto che invece di ripartire per il viaggio già organizzato con i loro amici, i fratelli compiono decisioni diverse e le strade dei due si dividono: Matteo torna a Roma, smette gli studi e decide di arruolarsi nell'esercito. Nicola, invece,decide di non ricominciare l'università in tempo e raggiunge la Norvegia, mantenendosi lavorando in una segheria. I due si scrivono per un po', mandandosi cartoline e lettere piene d'affetto; questa fase di transizione viene spezzata nel momento in cui Nicola viene a conoscenza, tramite la tv norvegese, dell'alluvione che ha colpito la città di Firenze il 4 novembre. Decide di partire per la città come angelo del fango e qui rincontra suo fratello, anch'egli in missione umanitaria. Il capitolo si chiude con l'incontro fra Nicola ed una studentessa universitaria di Torino, Giulia, che lo incanta suonando il pianoforte nel fangoso e affollato piazzale degli Uffizi.

### Febbraio 1968
Nicola, che ha deciso di specializzarsi in psichiatria, e Giulia vivono insieme a Torino. Sono innamorati e nel pieno fervore della grande contestazione, di cui sono strenui difensori. I due ancora non sono intenzionati a sposarsi. Il fratello Matteo, già misuratosi con l'inclemenza dell'Arma, sta facendo carriera al suo interno.

### Primavera 1974
La lotta fra forze di polizia e manifestanti continua ad impazzare come una scia senza fine, dopo la cortina di fumo del Sessantotto. Nicola e Giulia sono presenti, a Torino, ad un corteo che poi sfocia in uno scontro di piazza e si trovano a scappare dai manganelli dello squadrone di agenti (nel quale è presente anche Matteo essendosi nel frattempo unito ai reparti mobili della Polizia ed essendo stato chiamato a rinforzo dei corpi di vigilanza della manifestazione pur stando di servizio a Treviso). La cosa ha buon esito in quanto Giulia, suonando ad un campanello a caso, riesce a farsi aprire urlando al citofono di essere incinta e in pericolo. Sul momento, Nicola aveva preso questa affermazione come un furbo escamotage ma, una volta messisi in salvo all'interno dell'edificio, Giulia gli fa capire con uno sguardo che aspetta veramente un bambino. Inoltre gli mostra un sasso che teneva in tasca, giustificandone il possesso come strumento per difendersi da un'eventuale aggressione delle forze dell'ordine. Intanto Luigi, un compagno di reparto di Matteo che Nicola aveva conosciuto a Firenze nel post alluvione in quanto era stato anche lui un angelo del fango, viene picchiato e ridotto su una sedia a rotelle da un manifestante. Matteo allora si mette a manganellare l'assalitore con tale foga che avrebbe finito per ucciderlo se non fosse stato fermato in tempo da alcuni suoi colleghi (atto per il quale Matteo verrà trasferito a Bologna dal giorno seguente). Poche ore dopo Nicola va a trovare Matteo in commissariato (i due non si vedevano da tempo) e lo convince ad andare insieme a casa sua e di Giulia. Arrivati nel cortile, Nicola dice a Matteo che andrà a comprare una torta perché devono festeggiare e che dopo gliene spiegherà il motivo. Dentro casa, Matteo ha uno scontro verbale con Giulia che parteggia per i contestatori e detesta le forze dell'ordine. Subito dopo Nicola comunica a Matteo della gravidanza in corso di Giulia, che il bambino nascerà a settembre, che sarà una femmina e che i due hanno deciso di chiamarla "Sara". La figlia nasce fuori dal matrimonio e in un momento in cui, lavorativamente, Nicola ha solo un contratto in scadenza con il manicomio e Giulia fa la commessa in un piccolo negozio di chincaglierie. I nonni Angelo e Adriana si recano a Torino a far visita alla loro nipotina nel periodo in cui Nicola è impegnato con un processo ai danni di uno psichiatra del manicomio (che verrà poi condannato a cinque anni di reclusione) accusato dai suoi stessi pazienti di aver usato su di loro metodi da tortura. Adriana riparte dopo quattro giorni mentre Angelo rimane a Torino ancora un po' poiché vuole trovare un finanziatore per un suo progetto (quello di sostituire le macchine da scrivere con gli elaboratori elettronici) e desidera anche andare a Milano (dove temporaneamente si trova anche Carlo al ritorno da un periodo di insegnamento in Inghilterra) a trovare la figlia maggiore Giovanna (divenuta magistrato). Adriana, prima di tornare a casa, mostra a Nicola i referti da lei trafugati degli esami clinici fatti dal marito e che lui aveva tenuto nascosti a tutti. Nicola conferma quello che sua mamma sapeva già, ossia che non c'è speranza di guarigione e che le cure possono solo ritardare di qualche anno il decesso.
Intanto Matteo accetta il trasferimento dalla polizia scientifica di Bologna alla questura di Palermo per un incarico come fotografo forense.
Nicola accompagna con la sua macchina il padre a fare visita a Giovanna e la sera si ritrovano tutti a cena, Carlo compreso. Quest'ultimo svela che in serata stessa partirà per Cambridge per frequentare un master ma che farà ritorno in Italia con l'intenzione di provare a dare l'esame per entrare nell'ufficio studi della Banca d'Italia. Mentre Nicola l'accompagna all'aeroporto, Angelo, rimasto solo con Giovanna al tavolo del ristorante, le confessa il suo precario stato di salute con la promessa però che quest'ultima non dovrà farne parola con nessuno (non volendo farsi compatire). Dà inoltre alcune indicazioni per il futuro (tra le quali un profetico "Dovrete avere pazienza con Matteo, non so perché quel ragazzo non l'ho mai capito, ogni cosa lo fa soffrire"). Giovanna, dal canto suo, chiede a suo padre che si sottoponga a tutte le visite e le cure necessarie e gli confida che il suo matrimonio è in crisi.

### Estate 1977
Matteo invece vive da solo in Sicilia, fotografando scene del crimine e non coltivando alcun rapporto umano. Per caso, fra i tavoli di un caffè vicino al porto di Palermo, incontra una fotografa amatoriale, Mirella Utano. Essa appare molto aperta e parla diffusamente di sé, del fatto che vive a Stromboli ma ancora per poco: ha fatto un corso da bibliotecaria a Palermo e se ne vuole andare dall'isola. Il dialogo fra i due si chiude con lui che le consiglia, nel caso vinca il concorso, di andare a lavorare in una bellissima biblioteca antica che frequentava quando viveva a Roma, quella di villa Celimontana. Nel congedarsi di fretta a causa di un sopraggiunto impegno di lavoro, Matteo si presenta come "Nicola".
Tra Nicola e Giulia cominciano ad emergere delle differenze ideologiche che generano profondi litigi tra di loro. Giulia sente la responsabilità di partecipare attivamente alla vita politica frequentando dei collettivi di estrema sinistra che sfociano in derivazioni para-militari. Nell'ambito familiare diventa aggressiva, ostile e insoddisfatta di tutto,  smette di lavorare e vende pure il suo pianoforte. Mentre Nicola é profondamente contrario alle idee politiche estremiste di Giulia.
Ad ogni modo decide di continuare la sua attività di psichiatra, combattendo per la liberazione dei malati (il suo modello ispiratore è Franco Basaglia). Accompagnato dai carabinieri durante un controllo organizzato dal Ministero della sanità sulla qualità di una casa di cura psichiatrica apparentemente normale, egli scopre che, nei sotterranei di quest'ultima, i malati vengono tenuti rinchiusi in condizioni disumane. Fra di essi ritrova anche Giorgia, la ragazza dell'estate del '66, la quale versa in uno stato di semicoscienza e di delirio. I malati vengono liberati e Nicola decide di seguire clinicamente la sua amica perduta da tempo.
Matteo decide di lasciare momentaneamente la Sicilia utilizzando i giorni di ferie forzate dategli dal commissario a causa del proprio carattere troppo rigido e irascibile. Si reca prima nella natìa Roma, dove va a fare visita al suo collega Luigi, che sta facendo progressi nella riabilitazione motoria presso un centro specializzato e che si è anche fidanzato e in procinto di sposarsi. Scopre così che i suoi miglioramenti sono dovuti anche alla propria madre che per anni è andato a visitarlo un pomeriggio alla settimana per fargli fare degli esercizi di scrittura. Nonostante si trovi a Roma decide di non passare a salutare la sua famiglia, ma si limita ad osservarli di nascosto vedendo il padre visibilmente debilitato, dai finestrini della sua macchina mentre sono intenti ad entrare in casa. Informato da Nicola della sua presa in cura di Giorgia, a Torino,  va a fare visita al reparto psichiatrico nel quale lavora il fratello. Qui avrà un breve contatto con Giorgia durante il quale lei pronuncerà un'unica parola "Matteo". Poco dopo Matteo e Nicola si recano a casa di quest'ultimo e qui vengono a sapere da Giulia che Angelo è deceduto. Matteo, Nicola, Giulia e la figlia Sara si recano così a Roma per il funerale (dove ritrovano anche Carlo, il quale lavora da un anno all'ufficio studi della Banca d'Italia). In questo contesto nasce una simpatia tra quest'ultimo e Francesca (che si è appena diplomata e che vuole iscriversi alla facoltà universitaria di lettere, fare archeologia e girare il mondo). Sempre durante i giorni di permanenza a Roma post lutto, Nicola e Giulia stanno invece arrivando ad un punto di svolta: Giulia non riesce a separarsi dalle sue idee anarchiche e sovversive, arrivando a frequentare le Brigate Rosse capitoline. L'ideologia della donna è degenerata: si è passati dai sassi alle pistole. Ormai disinteressata al marito e alla vita famigliare, una notte prepara di nascosto le valigie per andarsene per sempre. Scoperta da Nicola, viene fermata sulla porta della casa materna, ma non riesce a dare spiegazioni. Nicola la lascia andare e ne è lacerato.

### Primavera 1980
Carlo e Francesca convolano a nozze civili. Durante il ricevimento, l'amico Vitale Micavi comunica a Nicola e a Carlo che è stato messo in cassa integrazione a 0 ore dalla FIAT.

### Estate 1982
L'Italia si appresta a vincere il suo terzo campionato mondiale di calcio e le vite dei personaggi procedono in modo piuttosto canonico. La figlia di Nicola, Sara, è cresciuta ed esprime il lecito desiderio di rivedere la madre. La madre Giulia, di rimando, è sempre più invischiata nelle Brigate Rosse e si dà alla macchia. Tuttavia, colta dalla nostalgia per la figlia, contatta Vitale, che nel frattempo si è riconvertito a manovale, perché chieda a Nicola di permetterle di rivedere la figlia Sara proprio nel corso della finale del Mondiale. Giulia si troverà al Museo regionale di scienze naturali di Torino, e per tale ragione Nicola farà in modo di trovarsi lì con la figlia, che però la vedrà di sfuggita, senza riconoscerla.

### Autunno 1983
Matteo, che nel frattempo è stato trasferito a Roma e vive da solo in uno spoglio appartamento in affitto, si reca a prendere in prestito un libro alla biblioteca di cui parlava a Mirella e la incontra nuovamente, questa volta in veste di bibliotecaria:  Mirella ha infatti deciso di seguire il consiglio di Matteo e lavora con soddisfazione presso la Biblioteca di Villa Celimontana. I due si riconoscono e, approfittando della pausa pranzo di lei, scambiano quattro chiacchiere su una panchina ricordando il loro primo incontro a Palermo.
Qualche giorno dopo Matteo riceve la visita di sua sorella Giovanna, a sua volta trasferitasi da poco nella capitale, e ritornata, per il momento, a vivere a casa della madre per non lasciarla sola; Giovanna ha scoperto per caso, leggendo la lista dei nuovi addetti al servizio scorte, che suo fratello è stato trasferito a Roma e dov'è domiciliato; Giovanna gli rimprovera di non aver pensato di andare a stare anche lui dalla loro madre visto che la casa materna ha molto posto libero e soprattutto di non aver avvertito nessun famigliare di essere venuto a stare a Roma. Matteo, irritato per l'atteggiamento sentenzioso e da "vice madre" di Giovanna, sbotta e ribatte urlando che non sono in tribunale e che la mamma che ha gli basta. A questo punto Giovanna se ne va via bruscamente gridando "ma che t'abbiamo fatto noi che devi farcela pagare così?" e Matteo, rinsavitosi un po', cerca di convincerla a tornare in casa chiamandola più volte sulle scale.
Qualche sera più in là, dopo che Matteo ha riportato indietro a Mirella il libro preso in prestito la volta precedente, i due escono insieme e, mentre passeggiano per il centro di Roma, Matteo racconta a Mirella un'altra bugia, quella di fare l'ingegnere e di essere spesso all'estero per lavoro. Dopo aver comprato le caldarroste, vanno a giocare a bowling, dopodiché fanno sesso in macchina.

### Dicembre 1983 - Gennaio 1984
È la sera del 31 dicembre. La famiglia Carati si è ritrovata al gran completo: ci sono Nicola, oramai trentasettenne, la mamma, le sorelle, l'amico Carlo, i figli. Si respira aria di gioia in attesa della mezzanotte, ma Matteo non c'è. Egli si trova infatti al Commissariato, sta facendo gli straordinari su un caso di spaccio di cocaina. Uscito dalla stanza dell'interrogatorio, nervoso e snervato, incontra Mirella: la ragazza è lì per chiedergli perché fosse sparito da giorni e per sapere perché le avesse sempre mentito sul suo nome e sulla sua professione. Lui le risponde violentemente, la scaccia via e lei non riesce a dirgli qualcosa di apparentemente importante.
Matteo decide di uscire dal Commissariato, visitare finalmente sua madre e festeggiare con la sua famiglia. Dopo poco però se ne va via, prima della mezzanotte, quasi senza salutare. L'unico che saluta, sulla soglia della stessa porta davanti alla quale Nicola non era riuscito a fermare Giulia sei anni prima e con uno sguardo commosso che sa di presentimento, è suo fratello. Tornato a casa, telefona a Mirella, ma risponde la segreteria telefonica, sulla quale Matteo non lascia un messaggio. Quando Mirella decide finalmente di alzare la cornetta, Matteo ha già messo giù. A quel punto Matteo si mette pigramente ad innaffiare le piante del suo balconcino e poi, mentre in TV fanno il conto alla rovescia per il nuovo anno, così come sta facendo tutta la sua famiglia, improvvisamente si lancia dal balcone, uccidendosi.
Nei giorni seguenti la famiglia è devastata dalla tragedia. La madre, Adriana, non si sente più in grado di fare il suo lavoro di insegnante, preferendo una vita in solitudine a Roma. Nicola, con la sensazione che avrebbe potuto salvare Matteo e non volendo fare lo stesso errore nuovamente, organizza con la sorella Giovanna (che qualche settimana dopo si trasferirà a lavorare al Tribunale di Palermo) la cattura di Giulia, per impedirle di uccidere qualcuno o di rimanere uccisa lei stessa. Giulia viene catturata e condannata (durante il primo periodo di prigionia, Nicola le farà visita per chiederle di sposarlo ma senza successo).

### Primavera 1992 - Primavera 1995
Sara, ora poco più che diciottenne, sta ancora male per le scelte sbagliate fatte dalla madre, internata nel carcere di massima sicurezza di Spoleto. Decide quindi di trasferirsi dall'anno seguente a Roma, dalla zia Francesca e dallo zio Carlo, per studiare restauro. Qui si fidanzerà in seguito con un ragazzo di nome Mimmo.
All'uscita dalla Casa circondariale di Milano dove si era recato per eseguire una perizia psichiatrica su un detenuto di Mani pulite, Nicola vede un manifesto di una mostra di fotografia in città, nel quale riconosce gli occhi di suo fratello. La fotografia è stata scattata da Mirella. A seguito di questo evento, viene incoraggiato da Giorgia (il cui stato di malattia è migliorato ancora, tanto da poter finalmente uscire dalla casa di cura e vivere la sua vita) ad incontrare Mirella, di cui Nicola non sa nulla. Vincendo le resistenze di Nicola, Giorgia lo convince a informarsi direttamente, alla galleria d'arte, sull'autrice della foto di suo fratello.
Scopre così che Mirella dal giorno dopo il suicidio di Matteo è tornata a vivere a Stromboli ed è in quei giorni impegnata in Sicilia in un servizio fotografico sulla strage di Capaci, in cui ha perso la vita il magistrato antimafia Giovanni Falcone. Incontrata Mirella in una chiesa, Nicola scopre di avere un nipote, Andrea, di cui Matteo era padre biologico. Nicola ne parla con la madre Adriana e decide di visitare con lei il ragazzino, che ora ha sette anni e mezzo e sta sull'isola. La madre di Nicola, ispirata da un nuovo significato della sua vita, decide di restare con Mirella e suo nipote. Morirà lì, tre anni più tardi.
Nicola, dopo aver saputo della dipartita della madre, si reca in Sicilia per visitare Mirella e stare vicino a questa parte della sua famiglia.

### Primavera 2000
Giulia, dopo l'uscita dalla prigione, lavora ora come archivista alla Biblioteca Nazionale Centrale di Firenze. Seriamente pentita nei confronti della figlia Sara, le invia una foto che ha ritrovato: in essa vi sono lei e suo padre nel 1966, quando erano giovani ed innamorati nella Firenze dell'alluvione. Sara, ora felice e rafforzata dalla vita (e in procinto di sposarsi con Mimmo), viene incoraggiata da Nicola durante una visita alla nuova casa di Carlo e Francesca (un casolare in Val d'Orcia, Toscana, fatto ristrutturare a partire dal 1995 da Vitale) ad affrontare la madre e a cercare di sistemare le cose. Giulia e Sara si incontrano poche ore dopo e ritrovano finalmente un legame. Trascinata dall'evento, durante una visita alla basilica di Santo Spirito, Sara confida alla madre un segreto che nessuno ancora sa: è incinta di Mimmo ed il suo unico desiderio è che la mamma suoni per lei. Giulia suona l'organo della chiesa per la figlia e, il giorno seguente, le promette anche che andrà a trovarla alla nascita del bambino.
Nicola, nell'ubriachezza del fine serata di quel giorno di visita, finalmente riesce a farsi aprire gli occhi da Carlo sulla morte di suo fratello Matteo, che oggettivamente è l'unico ostacolo fra lui e Mirella per essere felici insieme. Nicola e Mirella, il giorno dopo, camminando in silenzio nella tenuta del casolare, riescono finalmente a superare il dolore e a lasciare che la figura di Matteo si allontani per sempre dalle loro menti. I due si baciano e si confessano il reciproco amore.

### Estate 2003
Il film si conclude con il figlio di Matteo, Andrea, che, insieme alla fidanzata Ermione, visita la Norvegia, in particolare Capo Nord, luogo in cui il padre e Nicola sarebbero dovuti andare insieme in quell'estate del 1966, viaggio che non hanno mai completato. Andrea ha capito che, come gli diceva Nicola, "tutto è veramente bello".

## Famiglia Carati
⚭ = relazione con...
|                                                    |                                                    |                                            |                                            |                 |                 |                                                               |                                                               |
|                                                    |                                                    |                                            | Angelo (1923-1977) ⚭ Adriana (1924-1995)   |                 |                 |                                                               |                                                               |
|                                                    |                                                    |                                            |                                            |                 |                 |                                                               |                                                               |
|                                                    |                                                    |                                            |                                            |                 |                 |                                                               |                                                               |
| Matteo (1947-1984) ⚭ Angela ⚭ Mirella Utano (1957) | Matteo (1947-1984) ⚭ Angela ⚭ Mirella Utano (1957) | Francesca 1959 1980 ⚭ Carlo Tommasi (1946) | Francesca 1959 1980 ⚭ Carlo Tommasi (1946) | Giovanna (1941) | Giovanna (1941) | Nicola (1946) ⚭ Giulia Monfalco (1947) ⚭ Mirella Utano (1957) | Nicola (1946) ⚭ Giulia Monfalco (1947) ⚭ Mirella Utano (1957) |
|                                                    |                                                    |                                            |                                            |                 |                 |                                                               |                                                               |
|                                                    |                                                    |                                            |                                            |                 |                 |                                                               |                                                               |
| Andrea (1984) ⚭ Ermione                            | Andrea (1984) ⚭ Ermione                            |                                            |                                            |                 |                 | Sara (1974) ⚭ Mimmo                                           | Sara (1974) ⚭ Mimmo                                           |

## Distribuzione
Il film era stato prodotto originariamente per essere trasmesso dalla Rai in 4 puntate nel febbraio 2003. La Rai ne sospese la messa in onda sui teleschermi posticipandola a dopo la presentazione al 56º Festival di Cannes, dove il film vinse il premio come miglior film della sezione Un Certain Regard.
Il film uscì quindi nelle sale italiane il 22 giugno 2003, diviso in due atti di tre ore ciascuno. Successivamente fu trasmesso su Rai 1 in quattro puntate da 90 minuti nei giorni 7, 8, 14 e 15 dicembre 2003, con notevoli dati di ascolto (in particolare la prima serata fu vista da 7.029.000 telespettatori - share 28.77% - la seconda da 6.533.000 - share 23.86% - mentre il 14 dicembre 6.029.000 - share 23.12%). Nella primavera del 2006 è stato replicato in prima serata su Rai 3 e in seguito, ad orari alterni, su canali satellitari e del digitale terrestre, per poi ritornare in prima serata su Rai 1 in due puntate da tre ore circa ognuna il 20 e 27 agosto 2013.
È uscito anche negli USA (col titolo di The Best of Youth e distribuito da Miramax) il 2 marzo del 2005, ricevendo un'ottima accoglienza da parte dei critici, tanto da guadagnare la prima posizione nella classifica stilata da Metacritic Archiviato il 15 aprile 2012 in Internet Archive. per l'anno 2005.

## Critica
Il film è stato un eccellente successo di critica e ha ricevuto valutazioni molto elevate anche da testate online internazionali: l'aggregatore di recensioni online Rotten Tomatoes ha registrato infatti un punteggio di 94% per la critica (su una base di 63 recensioni specialistiche) e 98% per il pubblico (su una base di 7726 voti). IMDb ha registrato una valutazione media di 8.5/10 per il film di Giordana. Infine il sito Metacritic ha registrato una valutazione di 8.9/10 per la critica (basato su 28 recensioni specialistiche) e di 8.8/10 per il pubblico (basato su 145 recensioni).

## Riconoscimenti
- 2003 - Festival di Cannes
  - Premio Un Certain Regard - Miglior film a Marco Tullio Giordana
- 2004 - David di Donatello
  - Miglior film a Marco Tullio Giordana e Angelo Barbagallo
  - Miglior regia a Marco Tullio Giordana
  - Migliore sceneggiatura a Sandro Petraglia, Stefano Rulli e Marco Tullio Giordana
  - Miglior produttore a Angelo Barbagallo
  - Miglior montaggio a Roberto Missiroli
  - Migliore fonico di presa diretta a Fulgenzio Ceccon
  - Candidatura Miglior attore protagonista a Luigi Lo Cascio
  - Candidatura Miglior attrice non protagonista a Jasmine Trinca
  - Candidatura Miglior attore non protagonista a Fabrizio Gifuni
  - Candidatura Migliore scenografia a Franco Ceraolo
  - Candidatura Migliori costumi a Elisabetta Montaldo
- 2004 - Nastro d'argento
  - Regista del miglior film a Marco Tullio Giordana
  - Miglior produttore a Angelo Barbagallo
  - Miglior sceneggiatura a Sandro Petraglia, Stefano Rulli e Marco Tullio Giordana
  - Migliore attrice protagonista a Adriana Asti, Sonia Bergamasco, Maya Sansa e Jasmine Trinca
  - Miglior attore protagonista a Alessio Boni, Fabrizio Gifuni, Luigi Lo Cascio e Andrea Tidona
  - Miglior sonoro di presa diretta a Fulgenzio Ceccon
  - Miglior montaggio a Roberto Missiroli
  - Candidatura Migliori costumi a Elisabetta Montaldo
- 2004 - Globo d'oro
  - Miglior regia a Marco Tullio Giordana
  - Miglior sceneggiatura a Sandro Petraglia, Stefano Rulli e Marco Tullio Giordana
  - Gran Premio Stampa Estera a Adriana Asti
  - Candidatura Miglior film a Marco Tullio Giordana e Angelo Barbagallo
  - Candidatura Miglior attore a Luigi Lo Cascio
  - Candidatura Miglior attrice a Sonia Bergamasco
- 2004 - Ciak d'oro
  - Miglior regia a Marco Tullio Giordana[6]
  - Miglior attore protagonista a Luigi Lo Cascio[6]
  - Migliore attrice non protagonista a Adriana Asti[6]
  - Miglior produttore a Angelo Barbagallo[6]
  - Migliori costumi a Elisabetta Montaldo[6]
- 2003 - European Film Awards
  - Candidatura Miglior regista a Marco Tullio Giordana
  - Candidatura Miglior attore protagonista a Luigi Lo Cascio
  - Candidatura Miglior sceneggiatura a Sandro Petraglia, Marco Tullio Giordana e Stefano Rulli
- 2004 - Premio César
  - Candidatura Miglior film dell'Unione europea (Italia)
- 2004 - Sindacato belga della critica cinematografica
  - Grand Prix a Marco Tullio Giordana